# Lovesexy (Album)
Lovesexy ist das zehnte Studioalbum des US-amerikanischen Musikers Prince, wobei er alle Songs arrangierte, komponierte und produzierte. Es erschien am 6. Mai 1988 bei dem Label Paisley Park Records / Warner Bros. Records.
Unmittelbar nachdem Prince die Veröffentlichung des Black Album im Dezember 1987 abgesagt hatte, nahm er das Album Lovesexy auf. Die Musik zählt zu den Genres Contemporary R&B, Funk, Pop und Rock, die Liedtexte sind von mystischer Erleuchtung und christlichen Motiven beeinflusst; sie handeln vorwiegend von Gott, Teufel, Schuld und Sühne. Als Gastmusikerin wirkt Sheila E. mit.
Musikkritiker bewerteten das Album unterschiedlich; einige betrachteten es als gefühlvoll und experimentell, andere hingegen fanden es musikalisch und textlich überzogen. In Europa war Lovesexy aus kommerzieller Sicht erfolgreich und konnte in diversen Ländern Gold- oder Platinstatus erreichen. Zudem waren die Konzerte der Lovesexy-Tournee nahezu alle ausverkauft.
In den USA hingegen sank Prince’ Popularität zunehmend; zum ersten Mal seit dem Jahr 1981 verfehlte er mit einem Album Platinstatus und der US-amerikanische Teil seiner Tour entwickelte sich zu einem Verlustgeschäft, da diverse Konzerte nicht ausverkauft waren.

## Entstehung
Im Jahr 1987 hatte Prince seine Entscheidung, das geplante Black Album zurückzuziehen, nie begründet. Doch im Tourbuch zur Lovesexy-Tournee im Jahr 1988 findet sich eine kryptische Abhandlung über das Black Album; darin schrieb Prince, dass sein Alter Ego mit Namen „Camille“ seine negative Seite überspannt habe. Alan Leeds (* 1947), damaliger Tourmanager von Prince und ältere Bruder von Saxophonist Eric Leeds, sagte über das spirituell angelegte Album Lovesexy: „Dieser Mann [Prince] hatte ganz klar eine Erweckung erlebt und beschlossen, dass er sein Leben ändern wollte – für längere Zeit oder sogar für immer.“ Gemäß Leeds hielt Prince das Black Album im Nachhinein für Teufelswerk, das nicht wirklich von ihm selbst gewesen sei und dem er nun „eine Platte für Gott“ folgen lassen müsse. „In diesem Moment war er ein neuer Typ. Ich behaupte nicht, dass sich sein Leben dramatisch geändert hätte, aber sicherlich änderte sich die Musik, die er machte“. Karen Krattinger, damals ebenfalls Tour-Managerin von Prince, meinte: „Es war eine Fassade. Es war mir klar, dass er mit seinem Leben noch immer nicht glücklich war“. Dez Dickerson, ehemaliger Gitarrist in Prince’ Band, sagte: „Er wusste, dass etwas nicht stimmte, dass er Kinder beeinflusste… Um dies zurechtzurücken, erfand er diese Art neue Religion, wo alles okay ist und Gott dir lächelnd zuschaut“. Saxophonist Eric Leeds gab zu: „Ich verstand nicht, was der Begriff ‚lovesexy‘ aussagen sollte. Das kapierte niemand“.
Nachdem Prince die Veröffentlichung des Black Album Anfang Dezember 1987 abgesagt hatte, begann er am 11. Dezember 1987 in seinem Paisley Park Studio in Chanhassen in Minnesota mit den Aufnahmen für das neue Album Lovesexy, die bis zum 31. Januar 1988 andauerten.
Bereits Anfang Oktober 1987 spielte Prince im Paisley Park Studio den Song When 2 R in Love ein, den er auch auf dem Black Album platziert hatte. Am 11. Dezember nahm er dann mit seiner Begleitband das Stück Eye No auf, das er bereits 1986 als The Ball – im Jahr 2020 auf Sign o’ the Times Super Deluxe veröffentlicht – geschrieben und nun überarbeitet hatte. Am selben Tag wie Eye No spielte Prince noch den Song Positivity ein, den er jedoch alleine aufnahm. Am 13. Dezember nahm er Anna Stesia, am 14. Dezember Dance On und am 30. Dezember 1987 Alphabet St. auf. Das Stück Song Glam Slam spielte er ebenfalls im Dezember 1987 ein, doch das exakte Aufnahmedatum ist der Öffentlichkeit nicht bekannt.
Am 29. Januar 1988 nahm Prince das Titelstück Lovesexy auf; im Dezember 1987 hatte er bereits ein Stück mit Namen Luv Sexy eingespielt, das sich aber von der veröffentlichten Version deutlich unterscheidet. Am 31. Januar 1988 nahm Prince mit I Wish U Heaven den letzten Song für das Album Lovesexy auf.
Als Prince das fertige Album Warner Bros. Records vorstellte, war man dort wegen des anzüglichen Albumcovers besorgt. Das Cover wurde der Warner-Marketingabteilung vorgestellt, und eine Vielzahl der anwesenden Mitarbeiter befürchtete, dass Einkaufszentren und Musikgeschäfte das Album in dieser Form nicht in die Verkaufsregale stellen würden. Daher wurde Prince um ein alternatives Albumcover gebeten, was dieser jedoch ablehnte. Zudem weigerte er sich, die CD-Edition des Albums mit Indexmarkierungen zu versehen, sodass die Songs nicht einzeln angeklickt werden können und nur als 1-Track-Gesamtwerk gehört werden kann. Ferner wollte Prince keine Musikvideos zum Album veröffentlichen, da er die Meinung vertrat, er unterscheide sich damit von anderen Popstars und eine geheimnisvolle Aura würde um die Platte Lovesexy entstehen.

## Gestaltung des Covers
Das Albumcover zeigt ein Foto von Prince, das von Jean-Baptiste Mondino aufgenommen wurde; allerdings wurde es so nachbearbeitet, dass es wie ein Gemälde wirkt. Prince ist darauf aus halblinker Richtung zu sehen, nackt auf weißen Blütenblättern einer großen Orchidee sitzend. Sein Blick richtet sich ins Unbestimmte und sein linkes Bein ist angewinkelt, sodass der Genitalbereich verdeckt ist. Ein im Hintergrund in Höhe von Prince’ Oberarm und über der Stelle zwischen seinen Beinen platziertes Staubblatt – der pollentragende männliche Teil einer Blüte – in Form eines sich nach oben krümmenden Blütenstempels kann als phallische Anspielung interpretiert werden. Mit der linken Hand stützt sich Prince ab, die rechte liegt auf seinem Herz. Das Gesamtbild des Albumcovers soll eine spirituelle Wiedergeburt symbolisieren. Die Liedtexte der Albumsongs sind sowohl bei der LP-Ausgabe als auch im CD-Booklet abgedruckt.
Wie Warner Bros. Records jedoch befürchtet hatte, wurde das Albumcover in den USA von verschiedenen Geschäften als Pornografie gedeutet, weswegen Lovesexy oftmals hinter dem Ladentisch aufbewahrt wurde. Mavis Staples sagte später in London zu Prince: „Die Leute in den Staaten sind nicht so tolerant wie hier [in Europa]“.
Prince hatte seine eigene Sicht über das Albumcover und sagte dem US-Musikmagazin Rolling Stone im Jahr 1990: „Dieses Albumcover war nur ein Bild. Wenn man das Bild ansieht und was Krankes darüber sagt, dann ist man selber krank – es guckt einen direkt aus dem Spiegel an.“
Artdirector Steve Parke (* 1963) sagte nach Prince’ Tod im Jahr 2016: „Ich weiß noch, dass sich die Band damals ein bisschen aufgeregt hat, weil im ursprünglichen Artwork die ganze Band zu sehen gewesen war. Als sie herausfanden, dass auf dem neuen Cover nur ein nackter Prince mit ein paar Blumen abgebildet sein würde, waren sie irgendwie vor den Kopf gestoßen.“

## Musik und Liedtexte
Die Musik ist eine stilistische Kombination aus den Genres Contemporary R&B, Funk, Pop und Rock. In den Liedtexten befasst sich Prince mit Themen wie Liebe und Sex, Krieg und Frieden, Himmel und Hölle, Gott und Teufel sowie Schuld und Sühne. Zudem sind weitere religiöse Anspielungen zu finden. Neben seinem charakteristischen Falsettgesang benutzt Prince auf Lovesexy auch tiefere Stimmlagen, vereinzelt ist er auch im Sprechgesang zu hören.
1. Eye No
Das erste Wort Eye vom Opener Eye No (Homophon von I Know) ist auf dem Albumcover in Form eines Auges gestaltet. Der Song beginnt mit einem gesprochenen Intro – eine Art Kinderreim – von „The Spirit Child“, einem Pseudonym von Ingrid Chavez (* 1965). Prince’ Stimme gesellt sich mit einer Anti-Drogen-Nachricht hinzu: „Welcome to the New Power Generation – the reason my voice is so clear is there’s no smack in my brain“ („Willkommen zur New Power Generation – Der Grund, warum meine Stimme so klar ist, liegt darin, dass kein Heroin in meinem Gehirn ist“). Das Intro ist mit einem Soundeffekt unterlegt, der aus einem Sample des von dem britischen Komponisten Roger Limb (* 1941) geschriebenen Stücks Passing Clouds aus dem Jahr 1976 besteht. Nach 1:05 Minute setzt Schlagzeugspiel ein und Eye No entwickelt sich zu einem Funk-Party-Song, der von Perkussion und einer Gitarre begleitet wird, deren Klang am Mischpult verändert wurde. Zudem werden Blasinstrumente eingesetzt. Prince singt in seinem typischen Falsettgesang und wird von einem weiblichen Begleitchor unterstützt, während im Hintergrund ein Geistlicher eine Litanei anstimmt. Der Liedtext dreht sich um Themen wie Gott und Teufel.[26][27]
2. Alphabet St.
Der Song ist eine musikalische Mischung aus den Genres Blues, Pop und Rock. Ein händeklatschender Skiffle zieht sich durch den gesamten Song hindurch, wobei im Verlauf die Tänzerin Cat einen Rap-ähnlichen Sprechgesang vorträgt. Im Liedtext nimmt Prince unter anderem Bezug auf einen Ford Thunderbird, den ihm im wahren Leben sein Vater John L. Nelson (* 1916; † 2001) geschenkt hatte.[28][29]
3. Glam Slam
Der rocklastige Song enthält ein Concerto, das sich aus spiralförmig aufschwingender Gitarren zusammensetzt und von synthetischen Streichern begleitet wird. Im Liedtext beschreibt Prince eine Liebe, an der er teilhat, die einerseits über das Physische hinausgeht, sich andererseits aber „horny“ anfühlt.[30]
4. Anna Stesia
Im Songtitel betreibt Prince ein Wortspiel mit „anaesthesia“ (Narkose). Die nachdenkliche Rockballade behandelt das Thema Einsamkeit und lobpreist einen schmerzfreien Zustand. Der Refrain lautet „God is Love, Love is God / Girls and boys, love God above“ („Gott ist Liebe, Liebe ist Gott / Mädchen und Jungs, über uns der liebe Gott“). Der Song besitzt eine leitmotivische Klaviersequenz, die sich durch das gesamte Stück hindurchzieht und melancholisch wirkt.[6][24][30]
5. Dance On
Der Funk-Song wird von einem stotternden und hektischen Schlagzeugspiel vorangetrieben und eine Bassgitarre wird als Symbol für eine Schusswaffe eingesetzt. Zwar besitzt das Stück einen lebhaften Rhythmus, aber eine erkennbare Melodie ist nicht vorhanden. Im Liedtext beschäftigt sich Prince mit der Gewalttätigkeit der modernen Welt, mit Jugendbanden und mit dem Verfall von Stadtzentren.[24][31]
6. Lovesexy
Direkt unter dem Songtitel des Titelstücks steht im Booklet der Satz „The feeling U get, when U fall in Love not with a girl or boy but with the heavens above“ („Das Gefühl, das du bekommst, wenn du dich nicht mit einem Mädchen oder einem Jungen verliebst, sondern mit dem Himmel über dir“). Dennoch besitzt der Song einen zuweilen etwas mehrdeutigen Liedtext; beispielsweise handelt er von einer Verführungsszene, in der keine Berührung gestattet ist – nur süße und schmutzige Worte sind erlaubt. Der Track aus dem Genre Funk wird von einem zügigen Rhythmus getragen, gepaart mit Bläserhieben und einer wiederholten Synthesizer-Fanfare. Boni Boyer spielt dazu auf der Hammondorgel. Ferner durchdringt in Minute 5:16 für einen Moment lang ein kurzer schriller Pfeifton die Musik, als sei es zu einem versehentlichen Feedback gekommen.[25][28][32]
7. When 2 R in Love
Die Ballade stammt aus dem Bereich Pop. Prince singt in etwa in fünf verschiedenen Stimmlagen und geht sogar manchmal innerhalb eines einzigen Verses von einer in eine andere Stimme über. Der Liedtext handelt von Liebe und Sex; beispielsweise singt Prince im Refrain: „Come bathe with me / Let’s drown each other in each other’s emotion / Bathe with me / Let’s cover each other with perfume and lotion“ („Komm, bade mit mir / Lass uns gegenseitig in der Emotion ertrinken / Bade mit mir / Lass uns mit Parfüm und Lotion bedecken“). When 2 R in Love ist das einzige Albumstück, auf dem er einen Linn LM-1-Drumcomputer als Schlagzeug einsetzt – ansonsten benutzte er auf Lovesexy andere Drumcomputer oder spielte das Schlagzeug mit Trigger-Sound live ein.[6][30][33]
8. I Wish U Heaven
Der Song besteht aus einer einfachen Rockmusik-Melodie, die von einem Drumcomputer erzeugt wurde. Der von Prince ausschließlich im Falsett gesungene Liedtext besteht im Wesentlichen aus dem wiederholten Refrain „I wish U love / I wish U heaven / I wish U heaven“.[28][34]
9. Positivity
Das letzte Albumstück ist ein monotoner und langsamer Funk/Rock-Song, der von den Hintergrundsängerinnen Boni Boyer und Sheila E. einen Gospel-ähnlichen Klang erhält. Der Liedtext wird von Prince in einer tiefen Stimmlage halb gesungen, halb gesprochen. Er erteilt Ermahnungen und drängt den Zuhörer, um die Geisteshaltung von „Lovesexy“ zu ringen und sich den Versuchungen eines Wesens zu widersetzen, das er „Spooky Electric“ nennt – wahrscheinlich Prince’ Metapher für Satan. Ferner fordert er auf, mitzusingen, um unsere Seelen zu retten.[35][36]

## Titelliste und Veröffentlichungen
| 1                            | Eye No           | 5:46 |
| 2                            | Alphabet St.     | 5:39 |
| 3                            | Glam Slam        | 5:04 |
| 4                            | Anna Stesia      | 4:58 |
| 5                            | Dance On         | 3:44 |
| 6                            | Lovesexy         | 5:47 |
| 7                            | When 2 R in Love | 4:01 |
| 8                            | I Wish U Heaven  | 2:43 |
| 9                            | Positivity       | 7:17 |
| Spieldauer: 45:05 min.       |                  |      |
| Autor aller Songs ist Prince |                  |      |

- Die Verwendung des englischen Pronomens „I“ („Ich“) stilisierte Prince seit Lovesexy in fast allen Songs als „Augen-Symbol“.

Lovesexy wurde am 6. Mai 1988 in Frankreich, am 9. Mai in Großbritannien und am 10. Mai in den USA veröffentlicht. Das Album erschien auf LP, MC und als CD, wobei die ersten Ausgaben der CD-Edition ausschließlich als 1-Track gepresst worden sind. Erst später wurden die Songs einzelnen voneinander getrennt, sodass jedes Stück separat angeklickt werden kann. Zudem ist Lovesexy als Download erhältlich.

### Singles
Von dem Album wurden drei Singles ausgekoppelt: Alphabet St. wurde am 15. April 1988 in Großbritannien veröffentlicht, in den USA am 23. April. Die Singleversion endet nach 2:25 Minuten. Die B-Seite ist mit 3:14 Minuten die Fortsetzung der Singleversion, sodass insgesamt die 5:39-minütige Albumversion auf der A- und B-Seite vorhanden ist. Das Single wurde in einer durchsichtigen Hülle mit einem stilisierten Aufkleber anstelle eines traditionellen Artworks veröffentlicht.
Glam Slam erschien am 11. Juli 1988 und die Singleversion ist auf 3:28 Minuten gekürzt. Kurz bevor Glam Slam ausgekoppelt wurde, versuchte Prince, die Veröffentlichung zu verhindern, weil er die Entscheidung für falsch hielt, diesen Song als zweite Single von Lovesexy herauszubringen. Warner Bros. Records richtete sich jedoch nicht nach seiner Meinung und koppelte die Single wie geplant aus. Die B-Seite Escape war zuvor unveröffentlicht, Prince nahm den Song am 5. Mai 1988 im Paisley Park Studio auf. Ähnlich wie Alphabet St. erschien die Glam Slam-Single auch in einer durchsichtigen Hülle mit einem stilisierten Aufkleber.
I Wish U Heaven wurde als dritte Single am 20. September 1988 ausgekoppelt und ist identisch mit der Albumversion. Die B-Seite Scarlet Pussy war zuvor unveröffentlicht und ist ein Duett zwischen Prince und Sheila E., was in den Liner Notes aber nicht erwähnt ist. Das Stück singt er unter seinem damaligen Pseudonym „Camille“ und nahm es am 29. Dezember 1987 im Paisley Park Studio auf. Ursprünglich plante Prince, den Song auf einem Album von Sheila E. zu platzieren, was er aber letztendlich nicht tat.

### Musikvideos
Prince veröffentlichte mit Alphabet St., Glam Slam und I Wish U Heaven drei Musikvideos zu den Albumsongs. Obwohl er Warner Bros. Records angekündigt hatte, keine Videos zum Album herausbringen zu wollen, entschied er sich am 20. März 1988 überraschend doch dafür. An diesem Tag rief er nachmittags seinen Tour-Manager Alan Leeds an, um noch gleichentags ein Video in seinem Paisley Park Studio für die erste Singleauskopplung Alphabet St. zu drehen, wofür er auch Sheila E. und Tänzerin Cat engagierte, die letztendlich aber nicht mitwirkt. Als Leeds Prince fragte, ob er seinen Manager Steve Fargnoli (* 1949; † 2001) eingeweiht habe, verneinte dies Prince mit der Begründung, er wolle nicht, dass sich Warner-Leute einmischten. Leeds konnte spontan den damals in Minneapolis wohnenden Videoproduzenten Michael Barnard verpflichten und gegen 23:00 Uhr des 20. März 1988 begannen die Dreharbeiten.

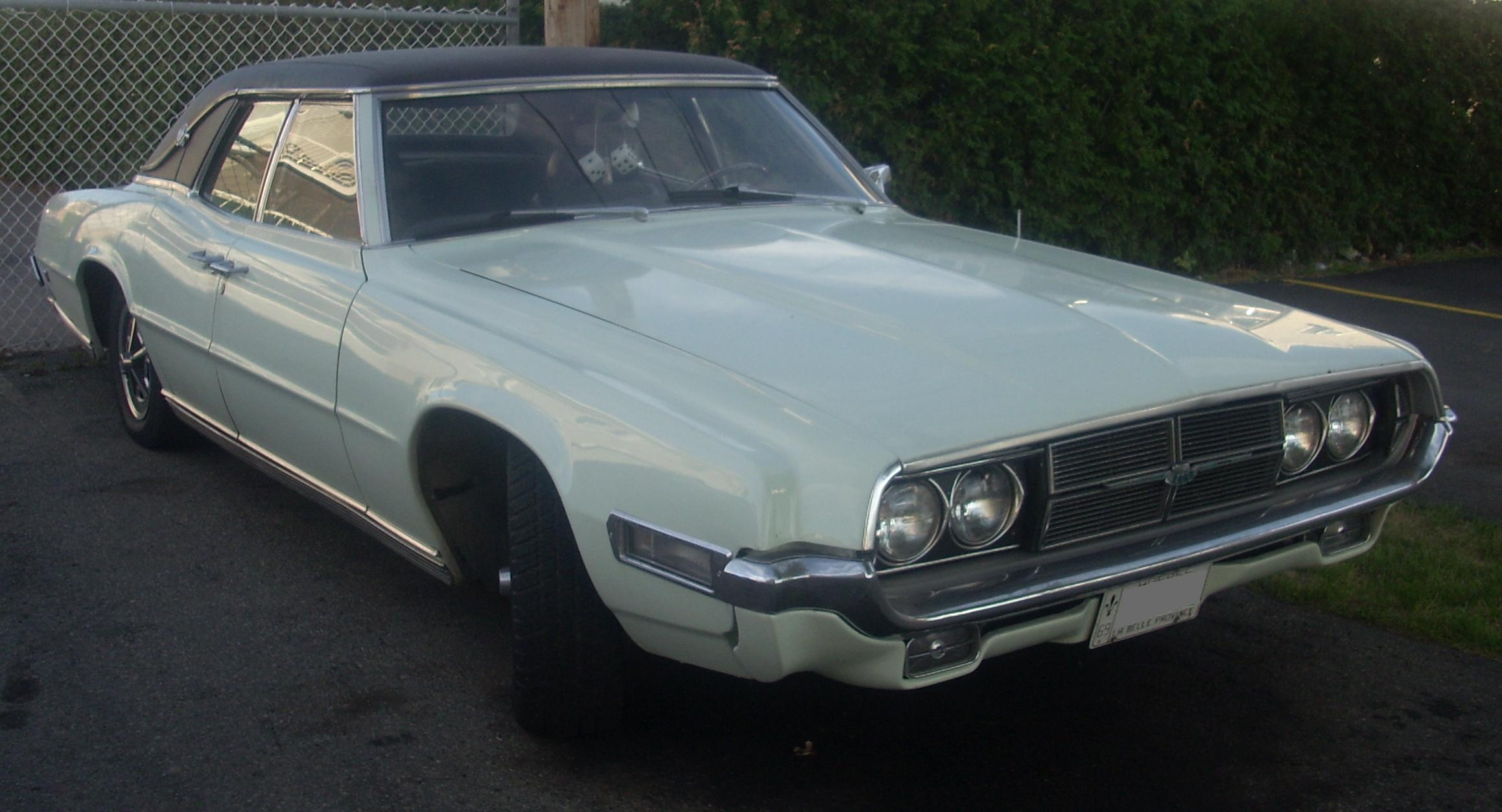
Ein vergleichbarer Ford Thunderbird, wie im Musikvideo von Alphabet St. zu sehen ist

Das Musikvideo entstand vor einer Blue-Box und ist teilweise in Cartoon-ähnlicher Form gestaltet; Buchstaben schweben umher und mit diversen kleinen Nachrichten ausgestattet. Beispielsweise kann nach etwa 26 Sekunden die versteckte Nachricht „Don’t Buy The Black Album, I’m Sorry“ („Kauft nicht das Black Album, tut mir leid“) gelesen werden. Im Anschluss an die gesungene Textzeile „she’ll want me from my head to my feet“ macht Prince einen kleinen Schritt nach vorne und verschwindet inmitten des Bildschirms. Aus der gleichen Stelle erscheint danach die Nachricht für ungefähr eine halbe Sekunde und verläuft in dunkler Schrift senkrecht über den Bildschirm. Weitere versteckte Nachrichten sind unter anderem „dance 4 the light“ („Tanzt für die Helligkeit“), „ecstasy“ („Ecstasy“), „God I love U“ („Gott, ich liebe dich“), „H is 4 punks“ („Heroin ist für Dreckskerle“) und „heaven is so beautiful“ („Der Himmel ist so wunderschön“). Zudem ist der Ford Thunderbird zu sehen, der damals Prince’ Vater gehörte. Allerdings ist das Fahrzeug Baujahr 1969 und nicht, wie Prince im Liedtext von Alphabet St. singt, Baujahr 1967. Die im Musikvideo zu sehenden Frauenbeine gehören Sheila E.
Das Musikvideo zu Glam Slam wurde am 7. Mai 1988 im Paisley Park Studio während der Lovesexy-Tour-Proben gedreht. Prince beauftragte Artdirector Steve Parke (* 1963), ein Bühnenbild für das Video zu kreieren. Als Parke ein Drittel der Kulissen fertiggestellt hatte, hörte er von Prince nichts mehr. Beunruhigt fragte er nach der Meinung von Bassist Levi Seacer Jr., wie Prince’ Reaktion zu deuten sei, worauf Seacer antwortete: „Hat Prince denn irgendetwas zu dir gesagt? Nein? Na, das bedeutet, dass es ihm gefällt“. Prince trägt im Video eine Augenbinde, die er erst kurz vor Ende des Songs abnimmt. Abgesehen von seinen Bandmitgliedern, die auch auf der Lovesexy-Tour mitwirkten, sind zum ersten Mal The Game Boyz zu sehen. Das Trio bestand aus Damon Dickson (* 1961), Kirk Johnson (* 1964) sowie Tony Mosley (* 1962) und war im Jahr 1990 Gründungsmitglied von Prince’ Begleitband The New Power Generation. Zudem wurden ungefähr 400 Statisten als Zuschauer engagiert, die alle in Minneapolis wohnten und für die Prince nach Drehschluss noch ein 90-minütiges Livekonzert im Paisley Park Studio gab. Regisseur und Produzent vom Video war Prince selbst.
I Wish U Heaven wurde am 2. Juni 1988 in Los Angeles in Kalifornien im Studio Instrument Rentals (kurz: S.I.R) gedreht und Regisseur war Jean-Baptiste Mondino, der auch Fotograf vom Lovesexy-Albumcover. Das Musikvideo zeigt Prince, wie er den Song vor einem computergenerierten Hintergrund aus hellblauem Himmel singt. Der Titelname „I Wish U Heaven“ schwebt durch Bilder in der Schriftart von Grafikdesignerin Margo Chase (* 1958; † 2017). Abgesehen von Prince wirken Boni Boyer, Cat und Sheila E. mit, die alle zum letzten Mal in einem Prince-Video auftreten; das Trio ist im Video in einer ununterbrochenen Schleife zu sehen, wie sie fortlaufend wiederkehren. Ferner existiert ein weiteres Video zu I Wish U Heaven, in dem Boni Boyer nicht mitwirkt.
Zu When 2 R in Love existierte im Jahr 1988 noch kein Musikvideo. Erst 1994 – anlässlich der Veröffentlichung des Black Albums – wurde ein Video zu dem Song produziert, weil das Stück auch auf dem Black Album platziert ist. Das produzierte Video fand ohne Einfluss von Prince statt und zeigt lediglich einen schwarzen Bildschirm, auf dem am unteren Bildschirmrand in weißer Schrift der Liedtext eingeblendet wird.

### Coverversionen
Vereinzelt nahmen Musiker Coverversionen von Songs des Albums Lovesexy auf; beispielsweise wurde Alphabet St. von The Jesus and Mary Chain (1994), Blue States (2001), Julie Griffen (2004), David Helbock (2012) und Sufjan Stevens (2012) neu interpretiert. Anna Stesia wurde von Tanya Vega (2004) gecovert, Dance On von Capitol K (2001), Susanna Wallumrød (2008) und von Love Motel (2009). When 2 R in Love nahmen die japanische Singer-Songwriterin Epo (1991), Bob Belden (1994) und Johnta Austin (2010) neu auf. I Wish U Heaven coverte Darren Hayes (2002) und Anneli Drecker & Bugge Wesseltoft (2008), Positivity Mavis Staples (1993).

## Mitwirkende

### Musiker
Alle Songs wurden von Prince arrangiert, komponiert, produziert und vorgetragen. Zudem spielte er alle Musikinstrumente selbst ein, wobei folgende Personen die Aufnahmen ergänzten:
- Atlanta Bliss – Gesprochene Stimme (‘Party’-Übergang) und Trompete in Eye No; Trompete in Alphabet St., Lovesexy, Positivity
- Boni Boyer – Backing Vocals in Alphabet St., Anna Stesia, Dance On, Eye No, Positivity; Keyboard in Dance On, Eye No
- Cat – Backing Vocals in Alphabet St., Anna Stesia, Glam Slam
- Dr. Fink – Keyboard in Dance On, Eye No
- Eric Leeds – Gesprochene Stimme (‘Party’-Übergang) und Saxophon in Eye No; Saxophon in Alphabet St., Lovesexy, Positivity
- Greg Brooks und Wally Safford – gesprochene Stimme (‘Party’-Übergang) in Eye No
- Ingrid Chavez – Gesang als „The Spirit Child“ in Alphabet St.; Gesprochenes Intro in Eye No
- Levi Seacer Jr. – E-Bass in Dance On, Eye No
- Mico Weaver – Rhythmusgitarrist in Dance On, Eye No
- Sheila E. – Backing Vocals und Schlagzeug in Anna Stesia, Dance On, Positivity; Schlagzeug in Alphabet St., Eye No

### Technisches Personal
- Prince – Toningenieur
- Bernie Grundman – Mastering
- Eddie Miller – Mixing, Toningenieur
- Jean-Baptiste Mondino – Fotografie (Frontcover)
- Joe Blaney – Toningenieur
- Persönliches Management von Prince – Bob Cavallo, Joe Ruffalo, Steve Fargnoli

## Tournee

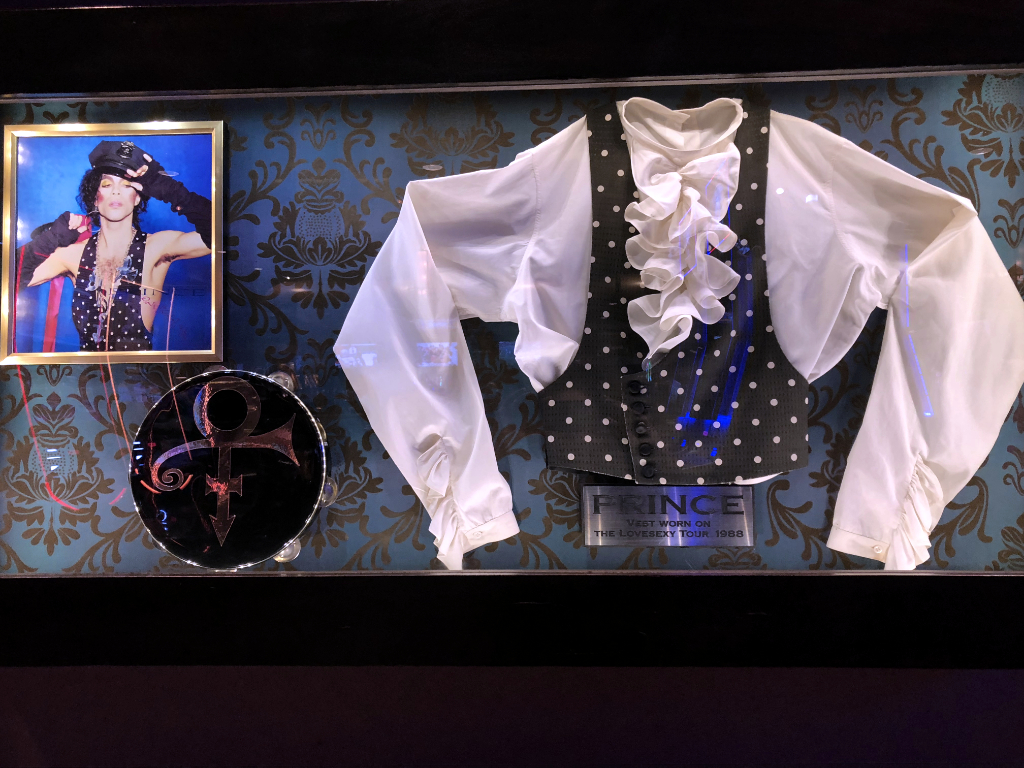
Eines seiner Outfits von Prince während der Lovesexy-Tour

Der europäische Teil der Lovesexy-Tournee begann am 8. Juli 1988 im Palais Omnisports de Paris-Bercy in Paris und endete am 9. September 1988 in den Westfalenhallen in Dortmund. Die insgesamt 31 Konzerte wurden von ungefähr 500.000 Menschen besucht und von Kritikern sehr gelobt. Die Konzertlänge variierte von 120 bis 150 Minuten. Das Abschlusskonzert in Dortmund wurde aufgezeichnet und am 19. April 1989 als Lovesexy Live 1 und Lovesexy Live 2 auf Betamax, Laserdisc und VHS veröffentlicht. Auf Blu-ray Disc und DVD erschien das Konzert bis heute (2025) nicht. Eine Vorgruppe trat während der gesamten Lovesexy-Tour nicht auf.
Die US-Tournee begann am 14. September 1988 im Met Center in Bloomington in Minnesota und endete am 29. November 1988 in der Reunion Arena in Dallas in Texas. Die 38 Konzerte wurden von ungefähr 600.000 Zuschauern besucht. Waren in Europa nahezu alle Konzerte ausverkauft gewesen, war dieses in den USA bei einigen Konzerten nicht der Fall und die Tour entwickelte sich zu einem Verlustgeschäft. Die Gesamtkosten der Bühnenproduktion von etwa zwei Millionen US-Dollar wurden nicht eingespielt. Zudem waren Musikkritiker in den USA mit Lob zurückhaltender als die in Europa. Mo Ostin, damaliger Vorstandsvorsitzender von Warner Bros. Records, erklärte: „So brillant wie er [Prince] ist, hat das Publikum es schwer, ihm zu folgen.“
Vom 1. Februar bis zum 13. Februar 1989 spielte Prince noch acht Konzerte in Japan, sodass die Lovesexy-Tour insgesamt 77 Konzerte umfasste. Seine Begleitband bestand aus folgenden acht Mitgliedern:
- Atlanta Bliss (* 14. Dezember 1952 als Matthew Blistan in Pittsburgh, Pennsylvania, Schulfreund von Eric Leeds)[58] – Trompete
- Boni Boyer (* 28. Juli 1958 als Bonita Louisa Boyer in Washington, D.C.; † 4. Dezember 1996 in San Pablo, Kalifornien)[59] – Backing Vocals, Keyboard
- Cat (* 24. Juli 1962 als Catherine Vernice Glover in Chicago, Illinois; † 24. September 2024 in Los Angeles, Kalifornien)[60] – Backing Vocals, Tänzerin
- Dr. Fink (* 8. Februar 1957 als Matthew Robert Fink in St. Louis Park, Metropolregion Minneapolis-Saint Paul)[61] – Backing Vocals, Keyboard
- Eric Leeds (* 19. Januar 1952 als Eric Jeffrey Leeds in Milwaukee, Wisconsin) – Querflöte, Saxophon
- Levi Seacer Jr. (* 30. April 1961 in Richmond, Kalifornien) – Backing Vocals, E-Bass
- Miko Weaver (* 11. März 1957 als Michael Weaver in Berkeley, Kalifornien) – Akustische Gitarre, Backing Vocals
- Sheila E. (* 12. Dezember 1957 in Oakland, Kalifornien) – Backing Vocals, Schlagzeug

Mit Atlanta Bliss, Boni Boyer, Cat und Miko Weaver arbeitete Prince nach Beendigung der Lovesexy-Tour nicht mehr zusammen. Dagegen unterstützten ihn Dr. Fink, Eric Leeds und Sheila E. im weiteren Verlauf seiner Karriere und traten sporadisch auch bei Livekonzerten auf. Levi Seacer Jr. war Ende 1990 Gründungsmitglied von Prince’ Begleitband The New Power Generation.

## Aftershows
Ab dem Jahr 1986 spielte Prince nach dem Hauptkonzert gelegentlich eine Aftershow, also ein weiteres Konzert nach Mitternacht. Seine Aftershows fanden in kleineren Musikclubs vor meist 300 bis 1.500 Zuschauern statt und Prince verzichtete auf die aufwendigen Bühnenshows, Choreografien und Lightshows seiner Hauptkonzerte. Zudem gestaltete er die Songauswahl anders und verzichtete oftmals auf seine Top-Ten-Hits. Höhepunkte mancher Aftershows waren Gastauftritte bekannter Musiker.
Im Jahr 1988 spielte Prince bei neun der 69 Konzerte von der Lovesexy-Tour eine Aftershow. Davon fanden vier in Europa statt, wobei am 26. Juli im Camden Palace in London Greg Phillinganes, Mavis Staples, Mica Paris und Ron Wood als musikalische Gäste auftraten. Bei der letzten Aftershow in Europa am 31. August in der Große Freiheit 36 in Hamburg wirkte Taylor Dayne als Gastsängerin mit.
In den USA waren am 15. September 1988 in Prince’ Paisley Park Studio George Clinton, Lisa Coleman, Mavis Staples und Wendy Melvoin als musikalische Gäste dabei. Bei der Aftershow am 3. Oktober 1988 im Roseland Ballroom in New York City wirkte Patti LaBelle als Gastsängerin mit.

## Rezensionen
Musikkritiker beurteilten das Album unterschiedlich; einige betrachteten Lovesexy als gefühlvolles und experimentelles Album, das in seiner musikalischen Komplexität eine Weiterführung von Sign “☮” the Times aus dem Jahr 1987 darstellt. Andere hingegen fanden Lovesexy musikalisch und textlich überzogen. Die Website AOTY (Album of the Year) errechnete eine Durchschnittsbewertung von 81 %, basierend auf fünf Rezensionen englischsprachiger Medien.
Das Nachrichtenmagazin Der Spiegel lobte die Musik und beschrieb sie „reicher Zitatenschatz… von jazzig Inspiriertem über Soul-Harmonien bis zu Psychedelischem“. Das Lifestyle-Magazin Wiener kommentierte: „Anrührend, aufwühlend, verstörend. Eine bessere Platte kann dieses Jahr [1988] keiner mehr machen.“ Thomas Garms von der FAZ nannte Prince einen „hochtalentierten Komponisten“ und meinte: „Dieses Talent, vom Selbstzitat weitestgehend entfernt, hat Prince etwas ermöglicht, was im Popgeschäft sonst kaum denkbar erscheint, nämlich hohen musikalischen Anspruch mit kommerzieller Wirklichkeit zu verbinden. Auf der einen Seite ‚Music for musicians sake‘ machen zu können – also von aktiven Musikerkollegen wie etwa Sting oder Bryan Ferry gehört und geschätzt zu werden – und anderseits die breite Masse anzuziehen“.
Sassan Niasseri von der deutschen Ausgabe des Musikmagazins Rolling Stone zeigte sich begeistert und verteilte mit fünf Sternen die Höchstanzahl. Die Songs seinen „herausragend“ und fragte, ob es jemals ein Album von Prince gegeben habe, „in dem mehr Ideen pro Lied verarbeitet wurden, mehr miteinander verwobene Melodien, als in Lovesexy?“
Die beiden Musikkritiker David Wilson und John Alroy gaben vier von fünf Sternen und mutmaßten, das Album dokumentiere „offenbar eine spirituelle Wiedergeburt“. Lovesexy sei für die „kolossale Anzahl von ineinandergreifenden melodischen Hooks“ bemerkenswert, was das Titelstück am besten widerspiegele. Den Song Anna Stesia beschrieben sie sogar als „stimmungsveränderndes Meisterwerk mit dramatischen Dynamikwechseln und einem erhebenden religiösen Ende“. Insgesamt gesehen sei das Album ein „solides Werk, bei dem selbst vertraut klingenden Titel“ wie Eye No, Glam Slam und I Wish U Heaven „unterhaltsam sind“.
Stephen Thomas Erlewine von AllMusic gab dreieinhalb von fünf Sternen und meinte, Lovesexy unterscheide sich „von allem anderen“, was Prince zuvor aufgenommen habe. Aber selbst wenn wie im Titelstück oder Alphabet St „in harten Funk eintaucht“ werde, habe die Musik eine „entspannte, lässige Qualität, die nach der dichten Paranoia von Parade, Sign ‘o’ the Times [sic] und The Black Album [sic] schockierend“ sei. Prince beabsichtigte, mit „solch durchdachter Musik und ehrgeizigen lyrischen Themen in eine neue Phase der Reife einzutreten“, aber weder seine Musik noch seine Texte seien „im Verlauf des Albums durchgängig gut umgesetzt“. Zwar seien Songs wie Alphabet St., Anna Stesia, Glam Slam, I Wish U Heaven und When 2 R in Love „lohnenswert“, aber im Gesamtbild sei Lovesexy Prince’ schwächstes Album seit Controversy aus dem Jahr 1981.
Die beiden Musikjournalisten Albert Koch und Thomas Weiland vom Musikexpress verteilten dreieinhalb von sechs Sternen. Abgesehen von den drei Songs Alphabet St., I Wish U Heaven und Positivity wirke „der Rest etwas eilig zusammengebastelt“. Dem Album fehle „die überdurchschnittliche Eingebung und das unwiderstehliche Knistern“, weswegen Prince Mitte der 1980er Jahre „einen Stammplatz in der Hautevolee des Pop ergatterte“.
Musikjournalist Robert Christgau zeichnete das Album auf einer Skala von „A+“ bis „F“ mit der Note „B+“ aus. Zwar besitze das Album „jede Menge Pep“, aber „textlich ist es schlampig, wenn nicht sogar pseudo, wenn nicht sogar dumm“. Dieses sei sogar „doppelt ärgerlich, weil der zusätzliche religiöse Inhalt das ist“, was Prince gegenüber „seiner nicht sonderlich schockierenden Alternative haben“ sollte.
Rick Shefchik von der US-Zeitung St. Paul Pioneer Press gab zwei von vier Sternen und beschrieb das Album als „eine vorschnelle Mitteilung einer aufgewühlten Seele.“ Auch Dave Hiltbrand von der US-Zeitschrift People zeigte sich enttäuscht: „Hier wird viel zu viel autoerotisch herumgenudelt… Der typische fein ausgereizte Funk“ von Prince befinde sich „hier so gut wie nirgends“. Gary Graff von der US-Zeitung Detroit Free Press vermutete, dass Lovesexy „für seine Hörer etwas Zeit brauchen kann, bis sie es in den Griff bekommen.“

## Kommerzieller Erfolg

### Chartplatzierungen
| ChartsChartplatzierungen       | Höchstplatzierung | Wochen |
| ------------------------------ | ----------------- | ------ |
| Deutschland (GfK)              | 4 (24 Wo.)        | 24     |
| Österreich (Ö3)                | 3 (28 Wo.)        | 28     |
| Schweiz (IFPI)                 | 1 (2) (12 Wo.)    | 12     |
| Vereinigtes Königreich (OCC)   | 1 (1) (36 Wo.)    | 36     |
| Vereinigte Staaten (Billboard) | 11 (21 Wo.)       | 21     |

| ChartsJahrescharts (1988)      | Platzierung |
| ------------------------------ | ----------- |
| Deutschland (GfK)              | 26          |
| Österreich (Ö3)                | 10          |
| Schweiz (IFPI)                 | 23          |
| Vereinigtes Königreich (OCC)   | 59          |
| Vereinigte Staaten (Billboard) | 100         |

| Jahr | Titel           | Höchstplatzierung, Gesamtwochen, AuszeichnungChartplatzierungen (Jahr, Titel, , Platzierungen, Wochen, Auszeichnungen, Anmerkungen) | Höchstplatzierung, Gesamtwochen, AuszeichnungChartplatzierungen (Jahr, Titel, , Platzierungen, Wochen, Auszeichnungen, Anmerkungen) | Höchstplatzierung, Gesamtwochen, AuszeichnungChartplatzierungen (Jahr, Titel, , Platzierungen, Wochen, Auszeichnungen, Anmerkungen) | Höchstplatzierung, Gesamtwochen, AuszeichnungChartplatzierungen (Jahr, Titel, , Platzierungen, Wochen, Auszeichnungen, Anmerkungen) | Höchstplatzierung, Gesamtwochen, AuszeichnungChartplatzierungen (Jahr, Titel, , Platzierungen, Wochen, Auszeichnungen, Anmerkungen) | Anmerkungen                                                                                               |
| Jahr | Titel           | DE | AT | CH | UK | US | Anmerkungen                                                                                               |
| ---- | --------------- | --- | --- | --- | --- | --- | --- |
| 1988 | Alphabet St.    | DE18 (11 Wo.)DE | — | CH5 (8 Wo.)CH | UK9 (6 Wo.)UK | US8 (13 Wo.)US | Platz eins in Norwegen Platz eins in Neuseeland Erste Prince-Single, die auch auf CD veröffentlicht wurde |
| 1988 | Glam Slam       | DE33 (9 Wo.)DE | — | — | UK29 (4 Wo.)UK | — | |
| 1988 | I Wish U Heaven | DE53 (4 Wo.)DE | — | — | UK24 (5 Wo.)UK | — | |

In den USA konnte sich zum ersten Mal seit Do Me, Baby aus dem Jahr 1982 – ausgekoppelt aus dem Album Controversy – keine Single eines Prince-Albums in den US-Top-100 platzieren; weder Glam Slam noch I Wish U Heaven erreichten die Charts.

### Auszeichnungen für Musikverkäufe
| Land/Region                  | Auszeichnungen für Musikverkäufe (Land/Region, Auszeichnung, Verkäufe) | Verkäufe  |
| ---------------------------- | ---------------------------------------------------------------------- | --------- |
| Australien (ARIA)            | Platin                                                                 | 70.000    |
| Deutschland (BVMI)           | Gold                                                                   | 250.000   |
| Frankreich (SNEP)            | 2× Gold                                                                | 200.000   |
| Neuseeland (RMNZ)            | Platin                                                                 | 20.000    |
| Niederlande (NVPI)           | Gold                                                                   | 50.000    |
| Österreich (IFPI)            | Gold                                                                   | 25.000    |
| Schweden (IFPI)              | Gold                                                                   | 50.000    |
| Schweiz (IFPI)               | Gold                                                                   | 25.000    |
| Spanien (Promusicae)         | Platin                                                                 | 100.000   |
| Vereinigte Staaten (RIAA)    | Gold                                                                   | 500.000   |
| Vereinigtes Königreich (BPI) | Platin                                                                 | 300.000   |
| Insgesamt                    | 8× Gold · 4× Platin ·                                                  | 1.590.000 |

Hauptartikel: Prince/Auszeichnungen für Musikverkäufe
Zwar erzielte Lovesexy in den USA Goldstatus, aber es war Prince’ erstes Album seit Controversy aus dem Jahr 1981, das nicht die US-Top-Ten erreichen konnte und Platinstatus verfehlte. Lovesexy verkaufte sich in den USA etwa 750.000 Mal, während außerhalb der USA 1,9 Millionen Exemplare abgesetzt wurden.

## Preise
Prince wurde für die Lovesexy-Ära mit folgenden Auszeichnungen und Preisen geehrt:

### International German Rock Awards
3. Dezember 1988: Lovesexy wurde in der Kategorie „Bestes Pop-Album“ ausgezeichnet.

### Edison Award
27. Februar 1989: Lovesexy gewann den niederländischen Musikpreis Edison Award in der Kategorie „Bestes Pop-Album International“.

### Minnesota Music Awards
11. Mai 1989: Prince gewann in den beiden Kategorien „R&B Guitar“ und „Rock Male Vocalist“. Lovesexy gewann in den drei Kategorien „Album of the Year“, „R&B Album“ und „Rock/Mainstream Album“. Außerdem bekam Alphabet St. den Preis für die beste „R&B Composition“.